# دهیدروکولیک اسید
دهیدروکولیک اسید (به انگلیسی: Dehydrocholic acid) با فرمول شیمیایی C۲۴H۳۴O۵ یک ترکیب شیمیایی با شناسه پاب‌کم ۶۶۷۴ است. که جرم مولی آن ۴۰۲٫۵۲ g/mol می‌باشد. 